# Lillholmsjö
Lillholmsjö är en liten by med 10 hushåll i Krokoms kommun i Jämtlands län. Byn ligger längs länsväg 340 och ingår som en del av fiskevägen. Lillholmsjö ligger i sydänden av sjön Gysen. Den huvudsakliga försörjningen i byn sker via turism.